# اسپرس سوری
اسپرس سوری (نام علمی: Onobrychis megataphros) نام یک گونه از سرده اسپرس است.